# Sandro Viletta
Sandro Viletta (Valbella, 23 januari 1986) is een voormalig Zwitserse alpineskiër. Hij vertegenwoordigde zijn vaderland op de Olympische Winterspelen 2010 in Vancouver en op de Olympische Winterspelen 2014 in Sotsji.

## Carrière
Viletta maakte zijn wereldbekerdebuut in november 2006 in Levi, drie maanden na zijn debuut scoorde hij in Garmisch-Partenkirchen zijn eerste wereldbekerpunten. In december 2008 behaalde de Zwitser in Val-d'Isère zijn eerste toptienklassering in een wereldbekerwedstrijd. Zijn eerste wereldbekerzege boekte Viletta in december 2011 in Beaver Creek.
De Zwitser nam in zijn carrière twee keer deel aan de wereldkampioenschappen alpineskiën, zijn beste resultaat, zesde op de super-combinatie, behaalde hij op wereldkampioenschappen alpineskiën 2009 in Val-d'Isère.
Tijdens de Olympische Winterspelen van 2010 in Vancouver eindigde Viletta als veertiende op de super-combinatie en als vijftiende op de reuzenslalom. Tijdens de Olympische Winterspelen van 2014 werd de Zwitser olympisch kampioen op de supercombinatie.

## Resultaten

### Olympische Spelen
| Jaar | Plaats    | Resultaten                                       |
| ---- | --------- | ------------------------------------------------ |
| 2010 | Vancouver | 14e Super-Combinatie 15e Reuzenslalom DNF Slalom |
| 2014 | Sotsji    | Supercombinatie                                  |

### Wereldkampioenschappen
| Jaar | Plaats                 | Resultaten                    |
| ---- | ---------------------- | ----------------------------- |
| 2009 | Val-d'Isère            | 6e Supercombinatie 13e Slalom |
| 2011 | Garmisch-Partenkirchen | 24e Reuzenslalom DNF Super G  |
| 2013 | Schladming             | 5e Supercombinatie            |

### Wereldbeker
Eindklasseringen
| Seizoen   | Algm | AD  | SL  | RS  | SG  | SC  |
| --------- | ---- | --- | --- | --- | --- | --- |
| 2006/2007 | 113e | -   | 44e | -   | -   | -   |
| 2007/2008 | 86e  | -   | 33e | 50e | -   | -   |
| 2008/2009 | 53e  | -   | 44e | 28e | -   | 14e |
| 2009/2010 | 53e  | -   | -   | 16e | -   | 15e |
| 2010/2011 | 67e  | -   | -   | 23e | 33e | 33e |
| 2011/2012 | 57e  | -   | -   | 47e | 18e | 30e |
| 2012/2013 | 85e  | -   | -   | -   | 34e | 14e |
| 2013/2014 | 47e  | 33e | -   | -   | 36e | 4e  |
| 2014/2015 | 45e  | 23e | -   | -   | 29e | 14e |
| 2015/2016 | 122e | -   | -   | -   | 39e | -   |

Wereldbekerzeges
| Datum           | Plaats       | Onderdeel |
| --------------- | ------------ | --------- |
| 3 december 2011 | Beaver Creek | Super G   |